# Santana (band)
Santana is een Amerikaanse latin rockband die eind jaren zestig is opgericht door Carlos Santana; gitarist, naamgever en de enige constante factor in alle samenstellingen die deze band heeft gekend.

## Geschiedenis

### 1966-1969; ontstaan
In 1966 richtte Carlos Santana samen met bassist David Brown en toetsenist Gregg Rolie de Santana Blues Band op. Hoewel de band de naam van Carlos Santana droeg (het was van de muzikantenvakbond verplicht om de band naar de muzikale leider te noemen) was het meer een collectief zonder leider. Na verloop van tijd werd de naam ingekort tot Santana en op 16 juni 1968 maakte de band zijn debuut in de Fillmore. In 1969 maakte Carlos Santana zijn albumdebuut op The Live Adventures of Mike Bloomfield and Al Kooper van Mike Bloomfield en Al Kooper.

### 1969-1970; de eerste drie albums
Santana kwam onder contract bij Columbia Records en bracht een titelloos debuutalbum uit met de single Evil Ways (een cover van Willie Bobo). Dit album en het optreden op Woodstock betekende de doorbraak van de band.
In 1970 verscheen het album Abraxas met de covers Black Magic Woman (Fleetwood Mac) en Oye Como Va (Tito Puente).
Met het succes kwamen ook de drank, de drugs en de artistieke meningsverschillen. Gregg Rolie en een paar andere leden wilden verdergaan met het karakteristieke rockgeluid; Carlos Santana wilde een andere koers omdat hij zich steeds meer begon te interesseren voor spiritualiteit, meditatie en jazz. Dit laatste omdat hij een groot fan was van Miles Davis en John Coltrane.
Toen de timbalesspeler Chepito Areas werd getroffen door een bijna fatale hersenbloeding werd hij vervangen door Willie Bobo en later door Coke Escovedo. Dit zeer tegen de zin van de congaspeler Mike Carabello waardoor het collectief van weleer langzaam maar zeker scheuren begon te vertonen.
In 1971 werd het derde album opgenomen met de blazers van Tower of Power, Neal Schon als tweede gitarist, en timbalesspeler Chepito Areas.
Santana III (met o.a. Everybody's Everything en No One To Depend On) verkocht meer dan twee miljoen exemplaren.
Maar daarmee waren de problemen niet opgelost. Carlos Santana had moeite met het drugsgebruik van Mike Carabello die evenals Brown en Areas de band verliet. De eerste twee werden vervangen door James Mingo Lewis en Tom Rutley. Een tournee door Zuid-Amerika kwam in de Peruaanse hoofdstad Lima tot een abrupt einde vanwege studentenprotesten tegen de Amerikaanse regering.

### 1972-1974; spiritualiteit en fusion
Nadat Carlos Santana, Neal Schon en Coke Escovedo in januari 1972 in Hawaï een live-album op hadden genomen met Buddy Miles brak er een periode aan voor de band dat er geen vaste bezetting meer was. Er werd gebruikgemaakt van wisselende bezettingen van muzikanten. Tijdens de opnamen van het vierde Santana-album werden James Mingo Lewis en Tom Rutley vervangen door Armando Peraza en Doug Rauch. Na afloop van de opname werden Neal Schon en Gregg Rolie vervangen door Wendy Haas en Tom Coster. Neal Schon en Rolie richtten de band Journey op nadat Rolie enige tijd in het restaurant van zijn vader had gewerkt.
Met Caravanserai ging Santana de fusion-kant op. Platenbaas Clive Davis waarschuwde voor artistieke zelfmoord (Carlos Santana: "Dat heb ik wel zeven keer gehoord, maar het heeft me juist aangemoedigd"), maar het album werd goed ontvangen en haalde de platinastatus. Daarna verscheen Love Devotion Surrender waarop Santana samenwerkte met John McLaughlin (gitarist en oprichter van het Mahavishnu Orchestra).
In 1973 verwierf Carlos Santana de rechten op de naam van de band Santana. Hij formeerde een nieuwe band met de oudgedienden Michael Shrieve en Chepito Areas plus Armando Peraza, Doug Rauch en Tom Coster van de Caravanserai-bezetting en Richard Kerode als tweede toetsenist. Met de zanger Leon Thomas namen ze in Japan het fusion-getinte live-album Lotus op.
CBS weigerde echter dit album in de oorspronkelijke vorm uit te brengen en eiste veranderingen; Carlos Santana weigerde daaraan te voldoen. Hierdoor is Lotus in Amerika alleen verkrijgbaar geweest als duur import album.
In dezelfde stijl verschenen in 1974 de studio-albums Welcome en het in samenwerking met John Coltranes weduwe Turiya Alice opgenomen Illuminations.
Voor de opnames van het album Borboletta werden Kermode, Thomas en Rauch vervangen door saxofonist Jules Broussard, zanger Leon Patillo (tegenwoordig actief in het gospelcicruit) en de teruggekeerde David Brown. Drummer Michael Shrieve verliet de band om een solocarrière te beginnen; zijn plaats werd ingenomen door Leon Ndugu Chandler, de latere drummer van Michael Jackson.

### 1975-1982; terugkeer naar de latin-rock
Door al de fusionexperimenten dreigde Santana zich definitief van zijn fans te vervreemden. Hoewel de voorgaande platen goed waren ontvangen door liefhebbers van jazz en fusion gingen de verkoopcijfers drastisch omlaag. In 1975 formeerde Carlos Santana een nieuwe band met o.a. Coster, Chandler, zanger Greg Walker, drummer Graham Lear (Gino Vannelli) en congaspeler Raul Rekow. De band toerde dat jaar door Europa met de band Earth Wind & Fire in het voorprogramma.
In 1976 verscheen het funky latin-album Amigos met de singles Dance Sister Dance, Let It Shine, het door Peraza gezongen Gitano en het instrumentale nummer Europa (Earth's Cry Heaven's Smile). Het blad Rolling Stone schreef "Santana Comes Home".
Nog datzelfde jaar kwam de opvolger Festival uit met het openingstrio Carnaval-Let The Children Play-Jugando. Op 15 december 1976 gaf Santana een concert in Londen met Luther Rabb als invaller voor Walker. Dit concert werd uitgezonden door de BBC en vormde de basis voor het album Moonflower. Ook stonden er studiotracks op waarvan She's not there (cover van de Zombies) en I'll Be Waiting de hits werden.
Het album Inner Secrets uit 1978 ging meer de kant van de stadionrock op en bevatte vier covers: Dealer van Traffic, Well All Right van Buddy Holly (zoals Blind Faith het speelde), Stormy van Classics IV en One Chain Don't Make No Prison van de Isley Brothers. 17 november van dat jaar stond de band in de Groenoordhallen in Leiden met voorprogramma van Herman Brood en de latin rock-band Massada.  
In 1979 bracht Carlos Santana zijn eerste soloplaat (Oneness/Silver Dreams — Golden Reality) uit. Walker verliet de band en werd vervangen door Alex Ligertwood. De ontheemde Schot debuteerde op het album Marathon dat in het verlengde lag van Inner Secrets en slechts één single voortbracht; You Know That I Love You. De bijbehorende tournee deed 2 juli 1980 Nederland aan.
Daarna verschenen de albums Zebop (1981) en Shango (1982) dat medegeproduceerd werd door Rolie. Hold On (oorspronkelijk uitgevoerd door de Canadese zanger Ian Thomas) en Nowhere To Run (eigen nummer) werden de hits van dit album.

### 1983-1995
Begin 1983 bracht Carlos Santana een solo-album uit waarop hij terugkeerde naar zijn muzikale roots met de covers Who Do You Love ? van Bo Diddley en Havana Moon (tevens het titelnummer) van Chuck Berry. Het mariachi-orkest van Carlos Santana's vader Jose,  Willie Nelson (hit; They all went to Mexico) en de Fabulous Thunderbirds werkten mee aan dit album.
Tijdens de tournee viel Greg Walker in voor Ligertwood; daarna verleende hij, als tweede zanger, zijn medewerking aan het volgende bandalbum. Beyond Appearances (1985) werd in zeven maanden tijd opgenomen met drumcomputers en synthesizers; De door Walker gezongen single Say It Again werd een bescheiden hit, maar het Live Aid-optreden (met een gastrol voor Pat Metheny) was wel een succes.
Voor de opvolger, Freedom, werkte Santana samen met Buddy Miles, die jarenlang in de gevangenis had gezeten voor drugsbezit. De hoge verwachtingen van deze samenwerking werden niet ingelost.
In 1987 verscheen het soloalbum Blues for Salvador met uitsluitend instrumentale nummers. Het leverde Carlos Santana een Grammy Award op voor Beste Instrumentale Rockperformance. Santana trad dat jaar op in de Ahoy met Martin Verdonk (samenwerkingspartner van Rekow en timbalesspeler Orestes Vilato in het trans-Atlantische Congarilla-project) als gastpercussionist.
In 1988 werd er met Viva Santana teruggeblikt op de afgelopen twintig jaar. Black Magic Woman kwam voor de derde keer uit, voorzien van een compilatieclip waarin ook recente beelden waren opgenomen van een van de reünieconcerten met diverse oud-leden. Peraza, Areas en Chandler deden ook mee met de instrumentale gelegenheidsband die Carlos Santana had opgericht voor een tournee.
Eind 1989 werd het met John Lee Hooker opgenomen The Healer een hit. De samenwerking kreeg een paar jaar later een vervolg maar wist het succes niet te evenaren.
In 1990 stapte Santana over naar de platenmaatschappij Polydor. Bij Polydor kreeg de band het eigen label Guts and Grace. Nieuwkomers in de band waren onder meer drummer Walfredo Reyes Jr. (de latere oprichter van Santana-tribute Europa), timbalesspeler Karl Perazzo en basgitarist Benny Rietveld; Rietveld was op jonge leeftijd vanuit Utrecht naar de VS geëmigreerd, en is nu het langst gebleven lid van deze formatie. Peraza ging op 66-jarige leeftijd met pensioen, maar zou af en toe nog terugkeren als gastspeler.
Het album Spirits Dancing In The Flesh bevatte de single Gypsy Woman (een cover van The Impressions) en een gastbijdrage van Bobby Womack. 
In 1993 verscheen de liveregistratie Sacred Fire waarop ook Carlos Santana's jongere broer Jorge (met wie Rekow nog in  Malo heeft gespeeld) meespeelde. Dit beviel zo goed dat de beide broers in 1994 het album Brothers uitbrachten met hun neef Carlos Hernandez. Dit was het laatste album dat Carlos Santana voor Polydor zou maken.
Datzelfde jaar speelde de band op Woodstock II ondanks de aanvankelijke bezwaren tegen het programma van overwegend blanke rock-acts. Het optreden was onderdeel van een tournee die tot 5 februari 1995 duurde. Ligertwood stapte hierna op; hij speelt nog steeds Santananummers, onder meer op uitnodiging van tributebands.
In 1998 werden de band Santana en Carlos Santana opgenomen in de Rock and Roll Hall of Fame.

### 1999-2010; samenwerkingsalbums
In 1999 bracht Santana het album Supernatural uit waarop hij samenwerkte met succesvolle artiesten als Wyclef Jean, Lauryn Hill, Eric Clapton, Rob Thomas (van Matchbox 20), Cee Lo Green en Everlast. Mede dankzij de singles Smooth en Maria Maria werd Supernatural de grootste hit uit zijn carrière.
In 2001 speelde Carlos Santana mee met het nummer Whatever Happens van het Michael Jackson-album Invincible.
In 2002 verscheen het album Shaman met het door Michelle Branch gezongen The Game of Love (oorspronkelijk bedoeld voor Tina Turner). Ook Michael Shrieve verleende 28 jaar na zijn vertrek een gastbijdrage. 
In 2005 volgde All That I Am waarop Santana werd bijgestaan door onder andere Steven Tyler van Aerosmith, Chad Kroeger van Nickelback, Joss Stone, Sean Paul en wederom Michelle Branch die een tweede The Game of Love afleverde in de vorm van I'm Feeling You. Het door Kroeger gezongen Into the Night bereikte pas in 2007 de hitlijsten. Datzelfde jaar speelde Carlos Santana mee op de hit Illegal van Shakira.
Op het vierde samenwerkingsalbum Guitar Heaven: The greatest guitar classics of all time uit 2010 coverde Santana rockklassiekers.
In mei 2012 verscheen Shapeshifter, een album met instrumentale restopnamen dat is opgedragen aan de Noord-Amerikaanse Indianen. Santana begon aan een tweejarig verblijf in Las Vegas; tussendoor deed hij op 12 juli 2013 North Sea Jazz aan. Bassist Larry Graham kwam meespelen als tegenprestatie voor de gastbijdrage van Carlos Santana eerder die avond. Dit was het laatste optreden in Nederland met Raul Rekow; in september werd hij na 37 jaar trouwe dienst opgevolgd door de Puertoricaan Paoli Mejias. Rekow overleed in november 2015 op 61-jarige leeftijd aan kanker.

### 2013-2018; weerzien met de oorspronkelijke leden
Eind 2013 vond Carlos Santana toevallig zijn oude drummer Marcus 'The Magnificent' Malone die vlak voor de grote doorbraak van de band de band verliet. Een journalist die een reportage aan het maken was over sluikstorten kwam Malone tegen; aanvankelijk geloofde de journalist Malone niet toen hij vertelde dat hij in de band Santana had gespeeld. Na research bleek echter Malone de waarheid te vertellen.  Carlos Santana zocht Malone op, installeerde hem in een appartement en nodigde hem uit om mee te spelen op Corazon. Op dit album- waarop er wordt samengewerkt met latinartiesten - staat o.a. Marcus 'The Magnificent' Malone.
Ondertussen had Carlos Santana weer contact met Neal Schon en ontstond het plan een nieuw album te maken in de klassieke bezetting; Schon, Rolie, Shrieve en Carabello, aangevuld met Karl Perazzo en Benny Rietveld. Dit resulteerde in Santana IV dat in april 2016 uitkwam. Ronald Isley is gastzanger op twee nummers die hij ook ten gehore heeft gebracht tijdens de opname van de live-dvd in Las Vegas. Dit beviel zo goed dat Santana en de Isley Brothers samen een album opnamen met sociaal-politieke covers; Power Of Peace verscheen in augustus 2017.

### 2019; dubbeljubileum
Begin 2019 verscheen de ep In Search of Mona Lisa als voorbode van Africa Speaks. Dit album, dat in juni uitkwam, is een samenwerking met producer Rick Rubin en de zangeressen Conchita Buika (Spanje) en Laura Mvula (Verenigd Koninkrijk). Naast de vaste optredens in Las Vegas kondigde Santana een tournee aan ter gelegenheid van twintig jaar Supernatural en vijftig jaar Woodstock. De band stond geboekt als hoofdact op Woodstock 50, maar dit jubileumfestival werd om organisatorische redenen afgelast. Ook de concerten die Santana in maart 2020 in Europa zou geven werden afgelast vanwege het coronavirus.

### 2021-heden; Blessings and Miracles
Op 18 en 20 augustus 2021 verschenen de singles Move en She's Fire als dubbele voorbode van het album Blessings and Miracles dat 15 oktober 2021 werd uitgebracht op BMG.

## Optredens in Nederland

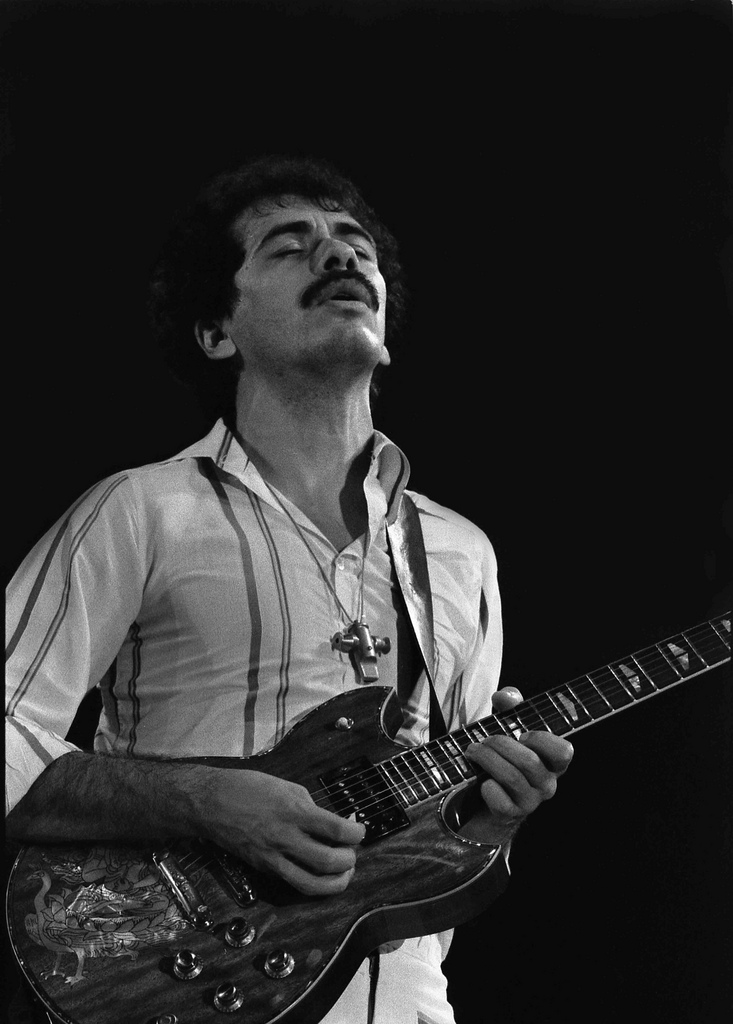
Santana tijdens zijn inner secret tour in de Groenoordhallen te Leiden

- Holland Pop Festival, het Nederlandse Woodstock, in het Kralingse Bos (26 juni 1970)
- De Doelen te Rotterdam (1 december 1972)
- Amsterdam (3 december 1972)
- Ahoy te Rotterdam (11 oktober 1975, 4 en 6 juni 1984, 14 mei 1987, 1 oktober 1994, 30 oktober 1998, 31 mei 2000, 8 september 2003, 8 mei 2006)
- Rotterdam (30 november 1976, 15 november 1981, 22 april 1983)
- Groenoordhallen te Leiden (17 november 1978)
- IJsselhallen te Zwolle (2 juli 1980)
- North Sea Jazz Festival, Den Haag (10 juli 1987, 11 juli 1993, 12 juli 1996, 12 juli 1998, 9 juli 2004 en 12 juli 2013)
- Rijnhal, Arnhem 6 juni 1990
- Rodahal te Kerkrade (22 juni 1992)
- GelreDome te Arnhem (20 mei 2002[2] en 5 oktober 2010[3])
- Bospop te Weert (11 juli 2008[4])
- Ziggo Dome te Amsterdam (30 juni 2015)
- Bospop te Weert (10 juli 2016)
- Ziggo Dome te Amsterdam (26 juni 2018)
- Ziggo Dome te Amsterdam (24 juni 2025)

## Discografie

### Albums
| Album met eventuele hitnotering(en) in de Nederlandse Album Top 100 | Datum van verschijnen | Datum van binnenkomst | Hoogste positie | Aantal weken | Opmerkingen   |
| ------------------------------------------------------------------- | --------------------- | --------------------- | --------------- | ------------ | ------------- |
| Santana                                                             | 08-1969               | 14-02-1970            | 16              | 6            |               |
| Abraxas                                                             | 09-1970               | 14-11-1970            | 9               | 42           |               |
| Santana 3                                                           | 09-1971               | 06-11-1971            | 6               | 10           |               |
| Caravanserai                                                        | 10-1972               | 11-11-1972            | 7               | 7            |               |
| Welcome                                                             | 11-1973               | -                     |                 |              |               |
| Greatest hits                                                       | 07-1974               | 07-09-1974            | 19              | 9            | Verzamelalbum |
| Borboletta                                                          | 10-1974               | 09-11-1974            | 27              | 12           |               |
| Lotus                                                               | 1975                  | 13-12-1975            | 37              | 6            | Livealbum     |
| Amigos                                                              | 03-1976               | 03-04-1976            | 8               | 24           |               |
| Festival                                                            | 12-1976               | 25-12-1976            | 13              | 10           |               |
| Moonflower                                                          | 10-1977               | 29-10-1977            | 2               | 42           | Livealbum     |
| 25 Santana greats                                                   | 1978                  | 15-17-1978            | 5               | 19           | Verzamelalbum |
| Inner secrets                                                       | 10-1978               | 28-10-1978            | 8               | 19           |               |
| Marathon                                                            | 09-1979               | 20-10-1979            | 20              | 8            |               |
| Zebop!                                                              | 04-1981               | 11-04-1981            | 13              | 11           |               |
| Shango                                                              | 08-1982               | 28-08-1982            | 9               | 10           |               |
| Beyond appearances                                                  | 02-1985               | 16-03-1985            | 18              | 9            |               |
| Freedom                                                             | 02-1987               | 28-02-1987            | 51              | 5            |               |
| Viva Santana!                                                       | 10-1988               | -                     |                 |              | Verzamelalbum |
| Spirits dancing in the flesh                                        | 04-06-1990            | 23-06-1990            | 72              | 4            |               |
| The very best of Santana                                            | 1990                  | 08-12-1990            | 20              | 20           | Verzamelalbum |
| Milagro                                                             | 05-05-1992            | 09-05-1992            | 58              | 4            |               |
| The very best of Santana                                            | 1992                  | 26-12-1992            | 42              | 12           | Verzamelalbum |
| Sacred fire                                                         | 02-11-1993            | -                     |                 |              | Livealbum     |
| Live at the Fillmore 1968                                           | 11-03-1997            | -                     |                 |              | Livealbum     |
| The ultimate collection                                             | 1997                  | 27-12-1997            | 5               | 33           | Verzamelalbum |
| The best of Santana                                                 | 31-03-1998            | -                     |                 |              | Verzamelalbum |
| Supernatural                                                        | 06-1999               | 03-07-1999            | 1(6wk)          | 116          |               |
| Santana Live                                                        | 2000                  | -                     |                 |              | Livealbum     |
| Shaman                                                              | 2002                  | 26-10-2002            | 3               | 33           |               |
| The essential Santana                                               | 22-10-2002            | -                     |                 |              | Verzamelalbum |
| Ceremony                                                            | 16-12-2003            | -                     |                 |              |               |
| All that I am                                                       | 28-10-2005            | 05-11-2005            | 20              | 17           |               |
| Ultimate Santana                                                    | 19-10-2007            | 27-10-2007            | 68              | 3            | Verzamelalbum |
| Guitar heaven - The greatest guitar classics of all time            | 17-09-2010            | 25-09-2010            | 24              | 4            | Verzamelalbum |
| Shape shifter                                                       | 11-05-2012            | 19-05-2012            | 63              | 3            |               |
| Corazón                                                             | 02-05-2014            | 10-05-2014            | 36              | 3            |               |
| Santana IV                                                          | 15-04-2016            | 23-04-2016            | 7               | 6            |               |
| In search of Mona Lisa                                              | 2019                  |                       |                 |              |               |
| Africa speaks                                                       | 07-06-2019            | 15-06-2019            | 63              | 1            |               |
| Blessings and Miracles                                              | 15-10-2021            |                       |                 |              |               |

| Album met hitnotering(en) in de Vlaamse Ultratop 200 albums | Datum van verschijnen | Datum van binnenkomst | Hoogste positie | Aantal weken | Opmerkingen            |
| ----------------------------------------------------------- | --------------------- | --------------------- | --------------- | ------------ | ---------------------- |
| Supernatural                                                | 1999                  | 05-02-2000            | 2               | 35           |                        |
| The ultimate collection                                     | 1997                  | 25-03-2000            | 8               | 19           | Verzamelalbum          |
| Shaman                                                      | 2002                  | 02-11-2002            | 34              | 6            |                        |
| All that I am                                               | 2005                  | 12-11-2005            | 52              | 5            |                        |
| Ultimate Santana                                            | 2007                  | 03-11-2007            | 5               | 19           | Verzamelalbum          |
| Guitar heaven - The greatest guitar classics of all time    | 2010                  | 25-09-2010            | 17              | 7            | Verzamelalbum          |
| Shape shifter                                               | 2012                  | 19-05-2012            | 82              | 8            |                        |
| Corazón                                                     | 2014                  | 10-05-2014            | 67              | 6            |                        |
| Santana IV                                                  | 2016                  | 23-04-2016            | 25              | 11           |                        |
| Santana IV - Live at the House of Blues, Las Vegas          | 2016                  | 05-11-2016            | 120             | 2            | Livealbum              |
| Power of peace                                              | 2017                  | 05-08-2017            | 104             | 1            | met The Isley Brothers |
| Africa speaks                                               | 2019                  | 15-06-2019            | 50              | 4            |                        |

### Singles
| Single met eventuele hitnotering(en) in de Nederlandse Top 40 | Datum van verschijnen | Datum van binnenkomst | Hoogste positie | Aantal weken | Opmerkingen                                                                                  |
| ------------------------------------------------------------- | --------------------- | --------------------- | --------------- | ------------ | -------------------------------------------------------------------------------------------- |
| Jingo (Jin-go-lo-ba)                                          | 1969                  | 03-01-1970            | 4               | 12           | Nr. 4 in de Hilversum 3 Top 30                                                               |
| Evil ways                                                     | 1970                  | 07-03-1970            | 20              | 5            | Nr. 13 in de Hilversum 3 Top 30                                                              |
| Soul sacrifice (Part 1)                                       | 1970                  | 31-10-1970            | 24              | 5            | Nr. 16 in de Hilversum 3 Top 30                                                              |
| Black magic woman                                             | 1970                  | 12-12-1970            | tip7            | -            |                                                                                              |
| Oye como va                                                   | 1970                  | 08-05-1971            | 27              | 4            | Nr. 16 in de Hilversum 3 Top 30                                                              |
| Everybody's everything                                        | 1971                  | 06-11-1971            | 28              | 3            | Nr. 20 in de Hilversum 3 Top 30                                                              |
| Samba pa ti                                                   | 1973                  | 17-11-1973            | 11              | 10           | Nr. 11 in de Hilversum 3 Top 30                                                              |
| Song of the wind                                              | 1974                  | 24-08-1974            | tip9            | -            |                                                                                              |
| Let the children play                                         | 1977                  | 09-04-1977            | tip8            | -            |                                                                                              |
| She's not there                                               | 1977                  | 14-01-1978            | 2               | 15           | Nr. 3 in de Nationale Hitparade                                                              |
| I'll be waiting                                               | 1978                  | 27-05-1978            | 11              | 7            | Nr. 18 in de Nationale Hitparade / Nr. 12 in de TROS Top 50 Veronica Alarmschijf Hilversum 3 |
| Europa (Earth's cry, heaven's smile)                          | 1978                  | 12-08-1978            | tip17           | -            | Nr. 29 in de Nationale Hitparade                                                             |
| Well all right                                                | 1978                  | 02-12-1978            | 22              | 6            | Nr. 16 in de Nationale Hitparade / Nr. 19 in de TROS Top 50                                  |
| Hold on                                                       | 1982                  | 04-09-1982            | 14              | 6            | Nr. 22 in de Nationale Hitparade / Nr. 36 in de TROS Top 50 Veronica Alarmschijf Hilversum 3 |
| Say it again                                                  | 1985                  | 30-03-1985            | 38              | 3            | Nr. 33 in de Nationale Hitparade / Nr. 24 in de TROS Top 50                                  |
| Smooth                                                        | 1999                  | 02-10-1999            | tip2            | -            | met Rob Thomas / Nr. 40 in de Mega Top 100                                                   |
| Maria Maria                                                   | 2000                  | 18-03-2000            | 2               | 15           | met The Product G&B / Nr. 2 in de Mega Top 100 / Alarmschijf                                 |
| Smooth                                                        | 2000                  | 17-06-2000            | 37              | 2            | met Rob Thomas / Nr. 69 in de Mega Top 100                                                   |
| Corazón espinado                                              | 2000                  | -                     |                 |              | met Maná / Nr. 89 in de Mega Top 100                                                         |
| The game of love                                              | 2002                  | 02-11-2002            | 23              | 4            | met Michelle Branch / Nr. 40 in de Mega Top 100                                              |
| Just feel better                                              | 2005                  | 19-11-2005            | 33              | 3            | met Steven Tyler / Nr. 58 in de B2B Single Top 100                                           |
| Cry baby cry                                                  | 2006                  | 29-04-2006            | tip6            | -            | met Sean Paul & Joss Stone / Nr. 63 in de B2B Single Top 100                                 |
| Into the night                                                | 2007                  | 13-10-2007            | tip11           | -            | met Chad Kroeger                                                                             |
| Dar um jeito (We will find a way)                             | 2014                  | 24-05-2014            | tip17           | -            | met Wyclef, Avicii & Alexandre Pires                                                         |

| Single met hitnotering(en) in de Vlaamse Ultratop 50 | Datum van verschijnen | Datum van binnenkomst | Hoogste positie | Aantal weken | Opmerkingen                                      |
| ---------------------------------------------------- | --------------------- | --------------------- | --------------- | ------------ | ------------------------------------------------ |
| Jingo (Jin-go-lo-ba)                                 | 1969                  | 24-01-1970            | 1(3wk)          | 12           |                                                  |
| Black magic woman                                    | 1971                  | -                     |                 |              | Nr. 27 in de Radio 2 Top 30                      |
| Everybody's everything                               | 1971                  | -                     |                 |              | Nr. 23 in de Radio 2 Top 30                      |
| She's not there                                      | 1978                  | 04-02-1978            | 7               | 13           | Nr. 8 in de Radio 2 Top 30                       |
| I'll be waiting                                      | 1978                  | 01-07-1978            | 20              | 3            | Nr. 19 in de Radio 2 Top 30                      |
| Well all right                                       | 1978                  | 16-12-1978            | 26              | 2            | Nr. 21 in de Radio 2 Top 30                      |
| Hold on                                              | 1982                  | 18-09-1982            | 19              | 6            | Nr. 19 in de Radio 2 Top 30                      |
| Say it again                                         | 1985                  | 13-04-1985            | 22              | 3            | Nr. 15 in de Radio 2 Top 30                      |
| Smooth                                               | 1999                  | 11-03-2000            | 30              | 6            | met Rob Thomas / Nr. 30 in de Radio 2 Top 30     |
| Maria Maria                                          | 1999                  | 29-04-2000            | 6               | 16           | met The Product G&B / Nr. 6 in de Radio 2 Top 30 |
| Corazón espinado                                     | 2000                  | 12-08-2000            | tip12           | -            | met Maná                                         |
| The game of love                                     | 2002                  | 19-10-2002            | tip2            | -            | met Michelle Branch                              |
| Into the night                                       | 2007                  | 20-10-2007            | 24              | 10           | met Chad Kroeger                                 |
| While my guitar gently weeps                         | 2010                  | 02-10-2010            | 50              | 1            | met India.Arie & Yo-Yo Ma                        |
| Dar um jeito (We will find a way)                    | 2014                  | 17-05-2014            | tip16           | -            | met Wyclef, Avicii & Alexandre Pires             |

### NPO Radio 2 Top 2000
| Nummers met noteringen in de NPO Radio 2 Top 2000 | '99  | '00  | '01  | '02  | '03  | '04  | '05  | '06  | '07  | '08  | '09  | '10  | '11  | '12  | '13  | '14  | '15  | '16  | '17  | '18  | '19  | '20  | '21  | '22  | '23  | '24  |
| ------------------------------------------------- | ---- | ---- | ---- | ---- | ---- | ---- | ---- | ---- | ---- | ---- | ---- | ---- | ---- | ---- | ---- | ---- | ---- | ---- | ---- | ---- | ---- | ---- | ---- | ---- | ---- | ---- |
| Black Magic Woman / Gypsy Queen                   | 270  | 378  | 603  | 348  | 370  | 455  | 439  | 422  | 703  | 464  | 232  | 253  | 388  | 390  | 440  | 397  | 498  | 276  | 453  | 610  | 709  | 688  | 695  | 879  | 953  | 1160 |
| Europa (Earth's Cry Heaven's Smile)               | -    | 976  | 522  | 738  | 904  | 952  | 817  | 922  | 841  | 836  | 799  | 802  | 995  | 926  | 936  | 865  | 1133 | 1217 | 1369 | 1486 | 1481 | 1620 | 1683 | 1825 | 1852 | 1907 |
| Jin-go-lo-ba                                      | 1453 | -    | 1757 | 1874 | 1343 | 1868 | 1783 | -    | -    | -    | 1883 | 1830 | -    | -    | -    | -    | -    | -    | -    | -    | -    | -    | -    | -    | -    | -    |
| Maria Maria (met The Product G&B)                 | ×    | -    | -    | -    | -    | -    | -    | -    | -    | -    | -    | -    | -    | -    | -    | 1684 | -    | -    | -    | 1789 | -    | -    | -    | -    | -    | -    |
| Oye Como Va                                       | 1174 | 1283 | 1247 | 1416 | 1644 | 1413 | 1437 | 1569 | 1691 | 1536 | 1306 | 1280 | 1510 | 1605 | 1709 | 1632 | 1917 | 1496 | 1809 | -    | -    | -    | -    | -    | -    | -    |
| Samba pa ti                                       | 127  | 150  | 153  | 176  | 188  | 177  | 182  | 184  | 257  | 182  | 161  | 154  | 221  | 276  | 295  | 216  | 273  | 196  | 236  | 423  | 436  | 489  | 508  | 610  | 613  | 688  |
| She's Not There                                   | 188  | 251  | 235  | 219  | 385  | 370  | 315  | 237  | 473  | 321  | 202  | 206  | 334  | 335  | 312  | 270  | 315  | 459  | 324  | 488  | 495  | 579  | 685  | 775  | 854  | 792  |
| Smooth (met Rob Thomas)                           | -    | -    | -    | -    | 884  | 925  | 1175 | 1318 | 1641 | 1324 | 1361 | 1580 | 1315 | 1276 | 1110 | 1100 | 1253 | 1643 | 1473 | 1603 | 1611 | 1803 | 1871 | -    | -    | -    |

1. ↑  Een '-' betekent dat het nummer niet was genoteerd, een '×' betekent dat het nummer nog niet was uitgebracht en een vetgedrukt getal geeft de hoogste notering van een nummer aan.

### Dvd's
| Dvd's met hitnoteringen in de Nederlandse Music Top 30 | Datum van verschijnen | Datum van binnenkomst | Hoogste positie | Aantal weken | Opmerkingen    |
| ------------------------------------------------------ | --------------------- | --------------------- | --------------- | ------------ | -------------- |
| Supernatural live                                      | 2000                  | 23-09-2000            | 1(4wk)          | 39           |                |
| Greatest hits - Live at Montreux 2011                  | 2012                  | 25-02-2012            | 12              | 15           |                |
| Live at Montreux 2011 - Invitation to illumination     | 2013                  | 31-08-2013            | 13              | 2            | met McLaughlin |
| Corazón - Live from México - Live if to believe it     | 2014                  | 13-09-2014            | 4               | 18           |                |
| IV - Live at the house of blues Las Vegas              | 2016                  | 29-10-2016            | 8               | 15           |                |

### Overige singles
- 1969 Persuasion
- 1969 Jingo
- 1970 Evil Ways
- 1970 Black Magic Woman
- 1970 Oye como va
- 1970 Samba pa ti
- 1970 Se a cabo
- 1971 Oye Como Va
- 1971 Everybody's Everything
- 1972 No One to Depend On
- 1973 Look Up (To See What's Coming Down)
- 1973 Samba de Sausalito
- 1973 When I Look into Your Eyes
- 1974 Samba Pa Ti
- 1974 Practice What You Preach
- 1975 Mirage
- 1975 Give and Take
- 1976 Europa (Earth's Cry, Heaven's Smile)
- 1976 Let It Shine
- 1976 Dance Sister Dance (Baila Mi Hermana)
- 1977 Revelations
- 1977 Let the Children Play
- 1977 She's Not There
- 1978 Black Magic Woman (live)
- 1978 I'll Be Waiting
- 1978 Well All Right
- 1978 Stormy
- 1979 One Chain (Don't Make No Prison)
- 1979 You Know That I Love You
- 1980 All I Ever Wanted
- 1980 Aqua Marine
- 1981 Winning
- 1981 Changes
- 1981 The Sensitive Kind
- 1982 Searchin'
- 1982 Hold On
- 1982 Nowhere to Run
- 1985 Say It Again
- 1985 I'm the One Who Loves You
- 1985 How Long
- 1987 Praise
- 1987 Vera Cruz
- 1990 Gypsy Woman
- 1998 To Zion
- 1999 Smooth
- 1999 Maria Maria
- 2001 Dirty Dancin'
- 2002 Corazón espinado
- 2002 Put Your Lights On
- 2002 The Game of Love
- 2003 Nothing At All
- 2003 Why Don't You and I
- 2005 Just Feel Better
- 2006 Cry Baby Cry
- 2006 Illegal
- 2007 No Llores
- 2007 Into the Night

## Prijzen en erelijsten

### Grammy Awards
- 1988 Best Rock Instrumental Performance (Blues for Salvador)
- 1999 Record of the Year (Smooth; met Rob Thomas)
- 1999 Album of the Year (Supernatural)
- 1999 Song of the Year (Smooth; met Rob Thomas)
- 1999 Best Pop Performance By a Duo or Group with Vocal (Maria Maria)
- 1999 Best Pop Collaboration with Vocals (Smooth; met Rob Thomas)
- 1999 Best Pop Instrumental Performance (El Farol)
- 1999 Best Rock Performance by a Duo or Group with Vocals (Put Your Lights On; met Everlast)
- 1999 Best Rock Instrumental Performance (The Calling; met Eric Clapton)
- 1999 Best Rock Album (Supernatural)
- 2002 Best Pop Collaboration with Vocals (The Game of Love; met Michelle Branch)